# Larentàlies
Les Larentàlies (en llatí: Larentalia), Larentines (Larentinae) o Larentinàlies (Larentinalia) va ser un festival celebrat a l'antiga Roma en honor dels lars, divinitats protectores de la llar i la família, i a Aca Larència, personatge de la mitologia romana relacionat amb el culte als lars.

## Orígens

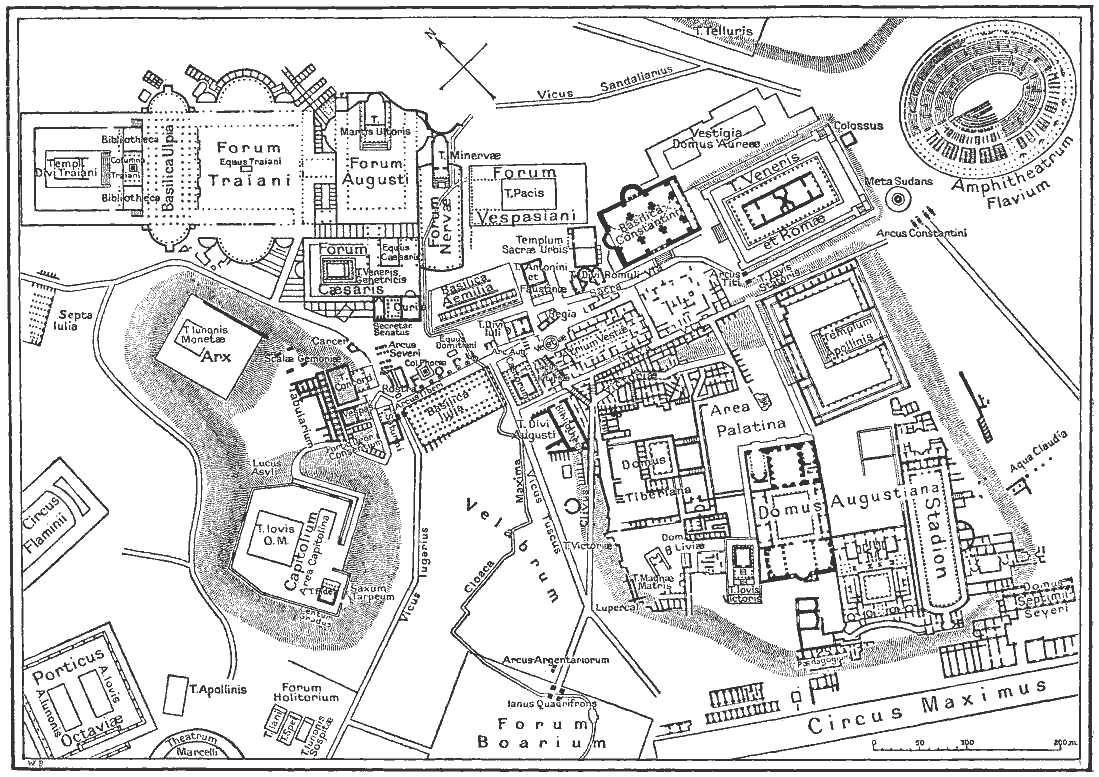
Situació del Velabre, on se celebraven les Larentàlies

Segons el mite, aquesta celebració va ser promoguda per Aca Larència, de manera que els seus orígens es remuntarien a la fundació de la ciutat. Larència era la mare adoptiva de Ròmul i Rem, els quals, després de morts, van ser venerats com a lars protectors de Roma. Això explica per què durant les Larentàlies els sacrificis els oficiava el flamen quirinal, el sacerdot del déu Quirí i de Ròmul, considerat fill de Quirí. Segons Plutarc, el qui oficiava aquesta cerimònia era el flamen marcial, el sacerdot de Mart, però Georges Dumézil opina que molt probablement es tracta d'una confusió d'aquest autor, que va identificar Quirí amb Mart perquè tots dos eren déus amb atribucions relacionades amb la guerra.
El culte als lars, els esperits protectors dels avantpassats, es creu que era de procedència etrusca.

## Lloc i data
Tot i que la funció dels lars i el seu àmbit d'acció eren les parets de cada residència familiar, les Larentàlies començaven la celebració amb un sacrifici al Velabre, el lloc on, segons la tradició, es va enterrar el cos d'Aca Larència. Aquest indret era una esplanada entre el Fòrum Romà i els turons del Capitoli i el Palatí. Pel que fa a la data, la festivitat se celebrava en un principi el 23 de desembre. Per disposició d'August, es va passar a celebrar dues vegades a l'any: la segona era a l'abril, coincidint amb la festa en honor de Ròmul, del qual August clamava ser un descendent.